# Doctrina Jdànov
La Doctrina Jdànov, també anomenada jdanovisme o jdànovxtxina (en rus доктрина Жданова –doktrina Jdànova–, ждановизм –jdanovizm– o ждановщина –jdànovxtxina–), va ser una doctrina cultural soviètica desenvolupada pel secretari del Comitè Central, Andrei Jdànov, el 1946. Proposava que el món estava dividit en dos camps: l'imperialista, encapçalat pels Estats Units; i el democràtic, encapçalat per la Unió Soviètica. El principi principal de la Doctrina Jdànov sovint es resumia en la frase «l'únic conflicte que és possible a la cultura soviètica és el conflicte entre el bo i millor». L'jdanovisme ben aviat esdevingué una política cultural soviètica, segons la qual els artistes soviètics, escriptors i la intelligentsia en general havien de conformar la seva obra creativa segons la línia del Partit. Sota aquesta política, els artistes que no aconseguien acomplir els desigs del govern s'arriscaven a la persecució. Pròpiament, la Doctrina Jdànov era la resposta soviètica a la Doctrina Truman nord-americana. Aquesta política s'abandonà el 1952, després de declarar-se que tenia uns efectes negatius sobre la cultura soviètica.
La resolució de 1946 del Comitè Central estava dirigida contra dues revistes literàries, Zvezdà i Leningrad, les quals havien publicat suposats treballs apolítics, «burgesos» i individualistes de l'escriptor satíric Mikhaïl Zósxenko i de la poetessa Anna Akhmàtova. Alguns crítics i historiadors literaris van ser denunciats per suggerir que els clàssics russos havien estat influenciats per Jean-Jacques Rousseau, Molière, Lord Byron o Charles Dickens.
De resultes de la Doctrina Jdànov, els partits comunistes occidentals, amb importants suports socials sobretot a França i Itàlia van ser molt criticats des de Moscou per la seva participació en els seus respectius governs, veient-se obligats a endurir la seva línia política.
El 10 de febrer de 1948 es publicà un nou decret que marcava l'inici de l'anomenada campanya antiformalisme. Encara que el formalisme que s'indicava a l'òpera La gran amistat de Vanó Muradeli assenyalava una sostinguda campanya de crítica i persecució contra diversos compositors soviètics, principalment Dmitri Xostakóvitx, Serguei Prokófiev i Aram Khatxaturian pel suposat formalisme de la seva música. El decret va ser seguit per un congrés especial del Sindicat de Compositors celebrat a l'abril, on aquests van ser forçats a penedir-se públicament. La campanya va ser satiritzada al Raiok antiformalista de Xostakóvitx. Els compositors condemnats van ser rehabilitats formalment mitjançant un decret el maig de 1958.

## Contingut (extractes)
Quant més ens allunyem del final de la guerra, més clarament apareixen les dues principals direccions de la política internacional de postguerra, corresponents a la disposició en dos camps principals de les forces polítiques que operen a l'arena mundial: el camp imperialista i antidemocràtic i el camp antiimperialista i democràtic.
Els Estats Units d'Amèrica són la principal força dirigent del camp imperialista.
Les forces antiimperialistes i antifeixistes formen l'altre camp. L'URSS i els països de nova democràcia són els seus fonaments.

## El jdànovisme a la República Popular Xinesa
Durant la Revolució Cultural, el jdanovisme va ser portat a terme fins i tot més enllà que ho havia estat a la Unió Soviètica. Yang Hansheng, antic vicepresident de la Federació Xinesa de Cercles Literaris i Artístics va ser denunciat per enaltir com a burgès escriptors com William Shakespeare, Molière o Henrik Ibsen. Zhou Yang, que havia traduït Nikolai Txernixevski i a Leo Tolstoi al xinès, va ser acusat a Bandera Roja del crim de lloca als estrangers (en sentit pejoratiu) Vissarion Belinski, Txernixevski i Nikolai Dobroliúbov. A la Unió Soviètica aquestes acusacions van ser preses com a mínim com iròniques, car tots tres eren considerats com aquells que havien preparat el camí per a la Revolució de 1917.